# McIntosh
La McIntosh Roja o Mac es una variedad de Malus domestica, tipo de manzana de piel roja y verde. Se recoge a finales de septiembre y es el cultivo de manzana más popular de Nueva Inglaterra, muy conocida por la compota rosada que se hace a partir de manzanas McIntosh sin pelar. 

## Sinónimos
- 'Mac Intosh'
- 'Mac Intosh'
- 'Mac Intosh Red'
- 'Mac-Intosh'
- 'Mac-Intosh Red'
- 'MacIntosh'
- 'MacIntosh Red'
- 'Mackintosh'
- 'Mackintosh Red'
- 'Makintos'
- 'Mc Intosh'
- 'Mc-Intosh Red'
- 'Mc. I. Red'
- 'Mc.Intosh Red'
- 'MacIntosh Red'
- 'Mc. I. Red'
- 'Mekintos'[2]

## Historia
Cada manzana de McIntosh tiene un linaje directo a un solo árbol descubierto en 1796 por John McIntosh en su granja en Dundela, una aldea situada en el condado de Dundas en la provincia canadiense de Ontario, cerca de Prescott.
Entre las variedades de la Mac se incluyen la Macoun más firme (un cruce con negra de Jersey), la manzana 'Espartano' (un cruce con la reineta de Newtown), 'Cortland', 'Imperio', 'Jonamac', también la 'Paula', la 'Mac de Jersey', y otras.
El entonces empleado de Apple, Jef Raskin utilizó el nombre de esta manzana para denominar a la nueva línea de ordenadores tras el Lisa: "Macintosh". Raskin deliberadamente utilizó "Macintosh" en lugar de "McIntosh" para evitar posibles conflictos con la compañía McIntosh Laboratory, dedicada a producir equipamiento de audio de alta fidelidad. De todos modos, el intento de Apple de registrar la marca Macintosh en 1982 fue denegado debido a la similitud fonética entre el producto de Apple y el fabricante de equipos de audio. Apple adquirió la licencia sobre los derechos del nombre en 1983 y finalmente compró la marca registrada en 1986.

## Características
La variedad 'McIntosh' o 'McIntosh Red' (apodado "Mac"), es el cultivar de manzana más popular en el este de Canadá y el noreste de los Estados Unidos. También se vende bien en Europa del Este.
Un árbol en expansión que es moderadamente vigoroso, el 'McIntosh' lleva fruto anualmente o en años alternos. El árbol es resistente al menos en USDA Zona de resistencia 4a, o -34 °C. 50% o más de sus flores mueren a -3.1 °C o menos.
La manzana McIntosh es una fruta redonda de tamaño pequeño a mediano con un tallo corto. Tiene una piel roja y verde que es gruesa, tierna y fácil de pelar. Su carne blanca a veces está teñida de verde o rosa y es jugosa, tierna y firme, y pronto se vuelve suave. La carne se magulla fácilmente.
La fruta se considera "para todo uso", adecuada tanto para comerla cruda como para cocinar. Se usa principalmente para el postre, y requiere menos tiempo para cocinar que la mayoría de los cultivares. Generalmente se mezcla cuando se usa para jugo.
La fruta crece mejor en áreas frescas donde las noches son frías y los días de otoño son claros; de lo contrario, sufre de color pobre y carne suave, y tiende a caerse del árbol antes de la cosecha. Se almacena durante dos o tres meses en el aire, pero es propenso a escaldado, ablandamiento de la carne, sensibilidad al frío,  y podredumbre de coprinus. Puede convertirse en acolchado cuando se almacena a temperaturas inferiores a 2 °C. La fruta se almacena de manera óptima en una atmósfera controlada en la que las temperaturas oscilan entre 1.7 y 3.0 °C, y el contenido de aire es 1.5–4.5% de oxígeno y 1–5% de dióxido de carbono; En tales condiciones, 'McIntosh' se mantendrá durante cinco a ocho meses.

## Cultivo en banco de germoplasma
'McIntosh' se encuentra cultivado en el National Fruit Collection con el « Accession No.
2006 - 014 ».

Manzanas 'McIntosh'
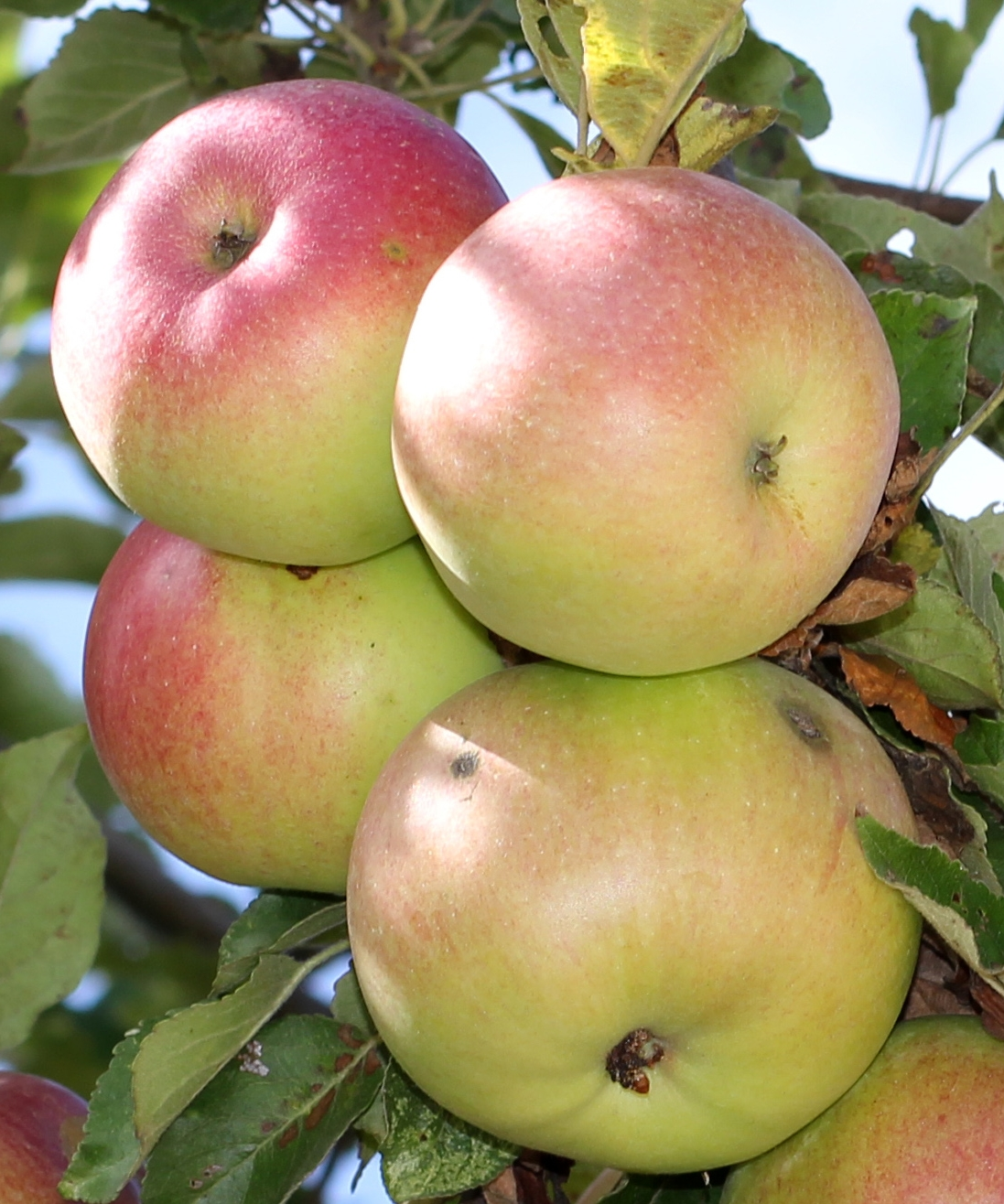
Manzana 'McIntosh' en el árbol.
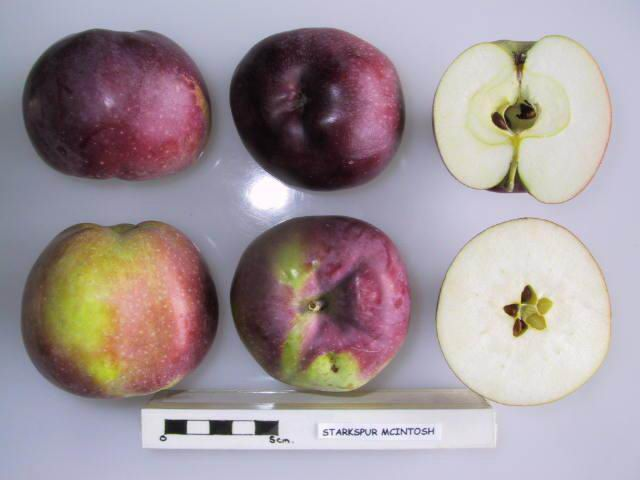
Manzana 'McIntosh' seccionada en el Brogdale Farm, National Fruit Collection.
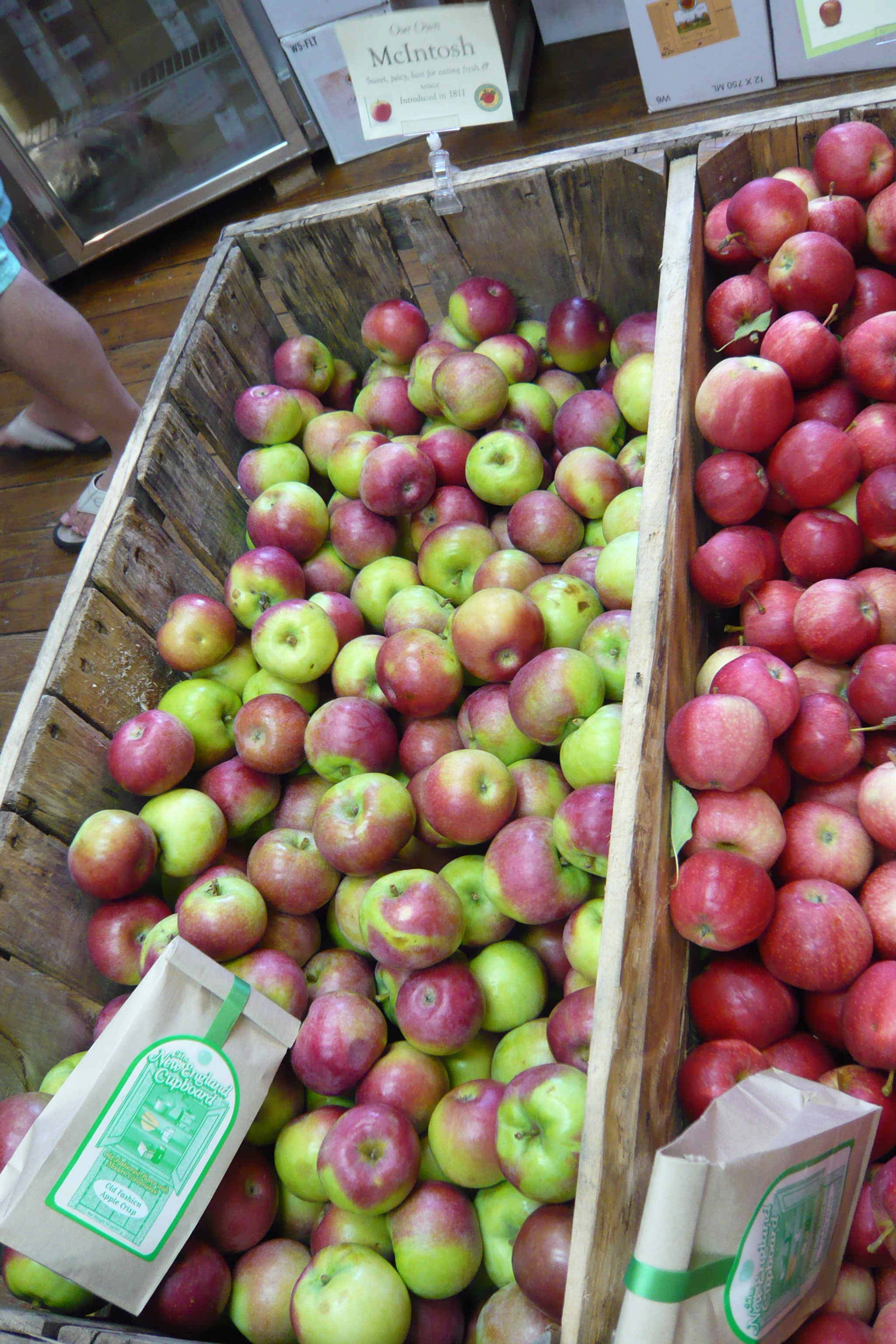
Manzana 'McIntosh', Russell Orchard, Ipswich, Massachusetts.